# The Golden Stallion
The Golden Stallion é um seriado estadunidense de 1927, no gênero ação e Western, dirigido por Harry S. Webb, em 10 capítulos, estrelado por Maurice 'Lefty' Flynn e Joe Bonomo. Foi produzido por Nat Levine para a Mascot Pictures e veiculou nos cinemas estadunidenses de 15 de janeiro a 19 de março de 1927. Foi o primeiro seriado da Mascot Pictures.

## Elenco
- Maurice Bennett Flynn - Wynne Randall
- Joe Bonomo - Ewart Garth
- Jay J. Bryan - Black Eagle
- Ann Small - Watona
- White Fury - The Golden Stallion
- Bert De Marc
- Billy Franey
- Tom London - Jules La Roux
- Molly Malone - Joan Forythe
- Burr McIntosh - Elmer Kendall
- Josef Swickard - John Forsythe

## Sinopse
Dois homens procuram por uma fabulosa mina de ouro. A pista para a localização da mina está na marca do pescoço de um cavalo selvagem, "White Fury", e os homens lutam entre si para capturar primeiro o cavalo.

## Capítulos
1. The Golden Stallion
2. The Flaming Forest
3. The Stallion's Fury
4. The Path of Peril
5. Fighting Fury
6. The Killer
7. The Death Race
8. The Lake of Hate
9. The Trap
10. The Lost Treasure

## White Fury
O cavalo White Fury foi usado em dois seriados da era muda, pela Mascot Pictures, em 1927: The Golden Stallion e Heroes of the Wild (em novembro de 1927). Na divulgação do filme, o cavalo era creditado e anunciado como “King of the Horses”. Boyd Magers, em Reviews and Observations on Silent Westerns, questiona ser o mesmo cavalo nos dois filmes. No seriado Heroes of the Wild o argumento era parecido, com um mapa desenhado no cavalo.

## Seriado no Brasil
O seriado estreou no Brasil em 19 de agosto de 1927, sob o título “Cavalo Selvagem”, no Cine Central, em São Paulo.